# Hidroelektrarna Kahovka
Hidroelektrarna Kakhovka je bila pretočna hidroelektrarna na reki Dneper v Novi Kahovki v Ukrajini. Nova Kahovka je pristaniško mesto na južnem bregu akumulacijskega jezera. Glavni namen jezu je bil proizvodnja hidroelektrične energije, kmetijsko namakanje in rečna plovba. To je bil 6. in zadnji jez v kaskadi akumulacijskih jezer na Dnepru. Globokovodni kanal je omogočal ladijski promet navzgor in navzdol po reki. V sklopu objekta je bil zgrajen tudi zimski vrt. Čez jez potekata cesta P47 in železnica.
Hidroelektrarna Kahovka je imela oktobra 2015 241 zaposlenih. Od septembra 2012 je bil direktor Jaroslav Kobelja. Od leta 2019 je bil jez dobičkonosen, saj je lokalnemu proračunu prinesel 6,1 milijona ₴ in 44,6 milijona ₴ državnemu dohodku.
6. junija 2023 je bil velik del jezu uničen, verjetno zaradi eksplozije v bližini središča jezu, zaradi česar je bila izpuščena velika količina vode.

## Jez
Jez ima pripadajočo zapornico in elektrarno z instalirano močjo 357 MW. Voda iz akumulacijskega jezera Kahovka hladi jedrsko elektrarno Zaporožje (5,7 GW), pošilja pa se tudi preko Severnokrimskega kanala in kanala Dneper–Krivi Rog za namakanje velikih območij v južni Ukrajini in na severnemu Krimu. Gradnja jezu se je začela septembra 1950. Zadnji generator je bil zagnan oktobra 1956. Jez upravlja Ukrhidroenergo.

Od leta 2019 so bila na objektu izvedena pomembna popravila in razširitve.

## Ruska invazija na Ukrajino
24. februarja 2022 so elektrarno med rusko invazijo na Ukrajino zavzele ruske sile. Med večtedenskimi topniškimi napadi Ukrajine avgusta in septembra so ukrajinski in ruski uradniki poročali, da se je možnost pretoka prometa preko mostu zmanjšala, vendar da je jez sam ohranil strukturno celovitost.
Sredi oktobra 2022 so nekateri novičarski portali namigovali, da bi Rusi z namenom upočasnitve ukrajinske protiofenzive jez razstrelili.
11. novembra je na jezu, kakor prikazujejo CCTV kamere, prišlo do močne eksplozije. Cestna in železniška nadgradnja je bila uničena, sam jez pa je ostal večinoma nepoškodovan. Rusi so po tem odprli zapornice in znižali količino vode v zajezitvi. Takrat je izjava regionalne vojaške uprave Zaporožja nakazala, da bi bil eden od namenov izsušitve rezervoarja morda poplavljanje območja južno od jezu in preprečitev ukrajinskega prečkanja reke Dnjepro. Ukrhidroenergo, agencija ukrajinskih hidroelektrarn je verjela, da so ruski okupatorji odprli zapornice v strahu pred napredovanjem ukrajinskih vojakov.
V začetku novembra 2022 so bila odprta prelivna polja na jezu in gladina vode v jezeru je padla na najnižjo raven v treh desetletjih, kar je ogrozilo vire namakanja in pitne vode ter hladilne sisteme jedrske elektrarne Zaporožje. Med 1. decembrom 2022 in 6. februarjem 2023 je vodostaj padel za 2 metra.
Maja 2023 je nivo vode dosegel najvišjo zabeleženo raven, voda pa naj bi tekla čez vrh jezu. Zaradi zlivanja vode čez rob je bilo nekaj okoliških vasi poplavljenih. To naj bi bila posledica prevelikega števila zaprtih zapornic.

### Uničenje jezu
Stanje hidroelektrarne in ceste sta se poslabšala teden dni prej, 6. junija pa je velik del jezu porušila eksplozija in voda je nenadzorovano tekla nizvodno. Zaradi poplav so se začele evakuacije in reševanje tamkajšnjih vasi.